# David di Donatello 1983
La 28a edició dels premis David di Donatello, concedits per l'Acadèmia del Cinema Italià va tenir lloc el 2 de juliol de 1983 al Circ Màxim de Roma. El premi consistia en una estatueta dissenyada per Bulgari.

## Guanyadors

### Millor pel·lícula
- La notte di San Lorenzo, dirigida per Paolo Taviani i Vittorio Taviani
- Colpire al cuore, dirigida per Gianni Amelio
- La Nuit de Varennes, dirigida per Ettore Scola

### Millor director
- Paolo Taviani i Vittorio Taviani - La notte di San Lorenzo
- Gianni Amelio - Colpire al cuore
- Ettore Scola - La Nuit de Varennes

### Millor director novell
- Francesco Laudadio - Grog
- Marco Risi - Vado a vivere da solo
- Cinzia TH Torrini - Giocare d'azzardo
- Roberto Benigni - Tu mi turbi

### Millor argument
- Sergio Amidei i Ettore Scola - La Nuit de Varennes
- Paolo e Vittorio Taviani - La notte di San Lorenzo
- Gianni Amelio i Vincenzo Cerami - Colpire al cuore

### Millor productor
- Giuliano G. De Negri - La notte di San Lorenzo
- Renzo Rossellini - La Nuit de Varennes
- Carlo Cucchi i Silvia D'Amico Bendicò - State buoni se potete

### Millor actriu
- Giuliana De Sio - Io, Chiara e lo Scuro
- Hanna Schygulla - Storia di Piera
- Mariangela Melato - Il buon soldato
- Giuliana De Sio - Sciopèn

### Millor actor
- Francesco Nuti - Io, Chiara e lo Scuro
- Johnny Dorelli - State buoni se potete
- Marcello Mastroianni - La Nuit de Varennes

### Millor actriu no protagonista
- Virna Lisi - Sapore di mare (ex aequo)
- Lina Polito - Scusate il ritardo (ex aequo)
- Milena Vukotic - Amics meus 2

### Millor actor no protagonista
- Lello Arena - Scusate il ritardo
- Paolo Stoppa - Amics meus 2
- Tino Schirinzi - Sciopèn

### Millor actriu debutant
- Federica Mastroianni - State buoni se potete
- Norma Martelli - La notte di San Lorenzo
- Tiziana Pini - In viaggio con papà

### Millor actor debutant
- Fausto Rossi - Colpire al cuore
- Marcello Lotti - Io, Chiara e lo scuro
- Carlo De Matteis - Sciopèn

### Millor músic
- Angelo Branduardi - State buoni se potete
- Nicola Piovani - La notte di San Lorenzo
- Armando Trovajoli - La Nuit de Varennes

### Millor fotografia
- Franco Di Giacomo - La notte di San Lorenzo
- Armando Nannuzzi - La Nuit de Varennes
- Carlo Di Palma - Identificazione di una donna

### Millor escenografia
- Dante Ferretti - La Nuit de Varennes
- Marco Ferreri - Storia di Piera
- Gianni Sbarra - La notte di San Lorenzo

### Millor vestuari
- Gabriella Pescucci - La Nuit de Varennes
- Nicoletta Ercole - Storia di Piera
- Lucia Mirisola - State buoni se potete
- Lina Nerli Taviani - La notte di San Lorenzo

### Millor muntatge
- Roberto Perpignani - La notte di San Lorenzo
- Raimondo Crociani - Il mondo nuovo
- Ruggero Mastroianni - Amics meus 2

### Millor actriu estrangera
- Julie Andrews - Víctor, Victòria
- Sissy Spacek – Missing
- Jessica Lange - Tootsie

### Millor actor estranger
- Paul Newman – Veredicte final (The Verdict)
- Jack Lemmon - Missing (Missing)
- Dustin Hoffman - Tootsie

### Millor director estranger
- Steven Spielberg - ET, l'extraterrestre (E.T. the Extra-Terrestrial)
- Blake Edwards - Víctor, Victòria
- Costa Gavras - Missing (Missing)

### Millor productor estranger
- Richard Attenborough - Gandhi (Gandhi)
- Kathleen Kennedy i Steven Spielberg - E.T. l'extraterrestre (E.T. the Extra-Terrestrial)
- Guney Film i Cactus Film - Yol

### Millor guió estranger
- Blake Edwards - Víctor, Victòria
- John Briley – Ghandi
- Costa-Gavras i Donald E. Stewart - Missing (Missing)

### Millor pel·lícula estrangera
- Gandhi, dirigida per Richard Attenborough
- Yol, dirigida per Yılmaz Güney
- Víctor, Victòria, dirigida per Blake Edwards
- Missing (Missing), dirigida per Costa-Gavras

### Premi Alitalia
- Paolo Taviani i Vittorio Taviani - La notte di San Lorenzo

### David Luchino Visconti
- Orson Welles

### David René Clair
- Manuel Gutiérrez Aragón[4]

### David Europeu
- Richard Attenborough

### David especial
- Marcello Mastroianni, a la carrera
- Hanna Schygulla, a la seva prestigiosa presència al cinema europeu